# Aire archéologique La Fenice
Pour les articles homonymes, voir La Fenice (homonymie).
L'Aire archéologique La Fenice  se trouve à Senigallia, dans la région des Marches, en Province d'Ancône .

## Histoire et description
Senigallia, l'antique Sena Gallica, fut la première colonie romaine le long de la côte adriatique, au début du IIIe siècle av. J.-C. (entre l'année 390 et l'année 380 av. J.-C.). Son nom rappelle celui des Gaulois Sénons qui, au IVe siècle av. J.-C., occupèrent les Marches du Nord. L'un des établissements les plus importants de ce peuple fut Senigallia. Après la bataille de Sentinum, entre les Gaulois Sénons, alliés aux Ombriens, Samnites et Étrusques, et les Romains, alliés aux Picéniens, qui se déroula en 295 av. J.-C., près de l'actuelle Sassoferrato, commença l'expansion de Rome. D'importants vestiges archéologiques de l'époque romaine, datant du Ier siècle av. J.-C. au Ier siècle apr. J.-C., ont été découverts pendant les travaux de fondation du nouveau théâtre La Fenice, en 1989, et sont autant de précieux témoignages de l'origine antique de la ville. 
On accède au site à travers un passage ouvert dans les remparts du milieu du  XVIe siècle, construits par le duc Guidobaldo II Della Rovere. Au centre du site on peut observer un croisement entre un cardo et un decumanus. Le pavage est si bien conservé que l'on peut encore voir les sillons des roues des chars qui y ont transité. À gauche de l'entrée on peut voir quelques tabernae, de l'autre côté, en revanche, on peut admirer les vestiges d'une demeure patricienne, qui donnait sur le cardo. Le dallage en terre cuite décoré de tesselles blanches et l'impluvium de l'entrée sont encore bien conservés. Pendant les fouilles, 130 fosses d'inhumation remontant à l'époque médiévale ont été découvertes, mais seulement l'une d'elles est visible dans un but didactique.

## Galerie

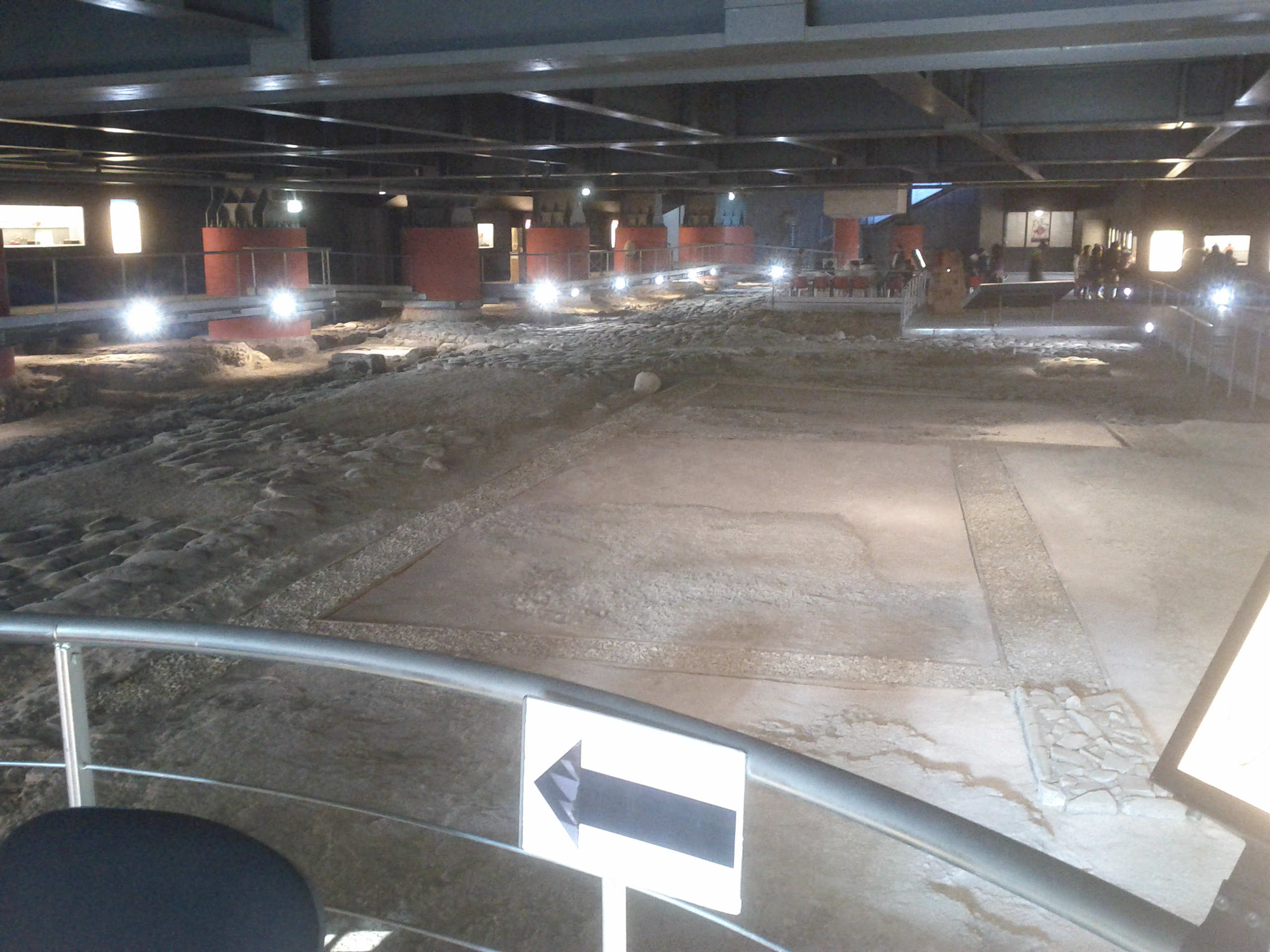
L'intérieur.
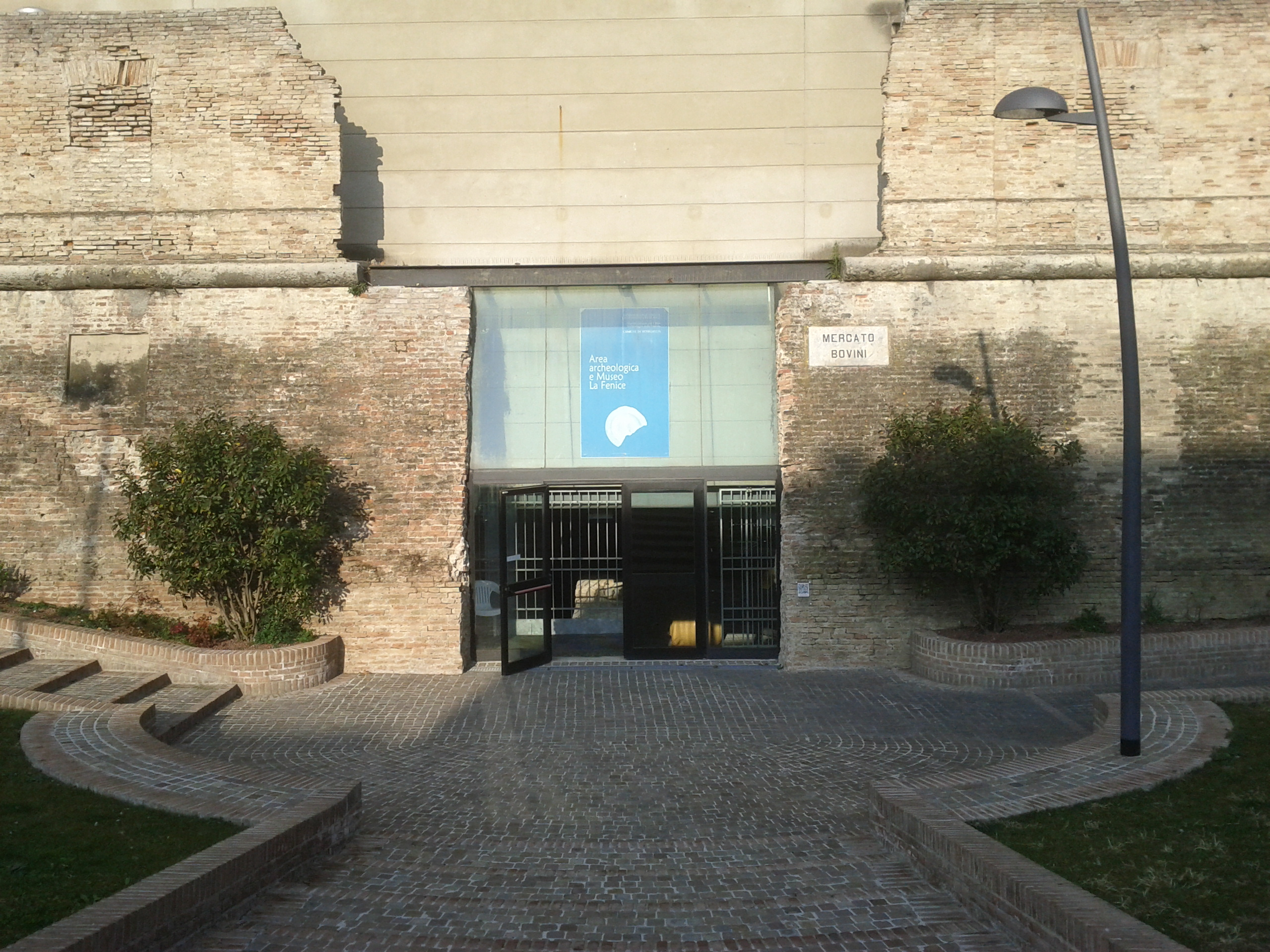
L'entrée de l'Aire archéologique.
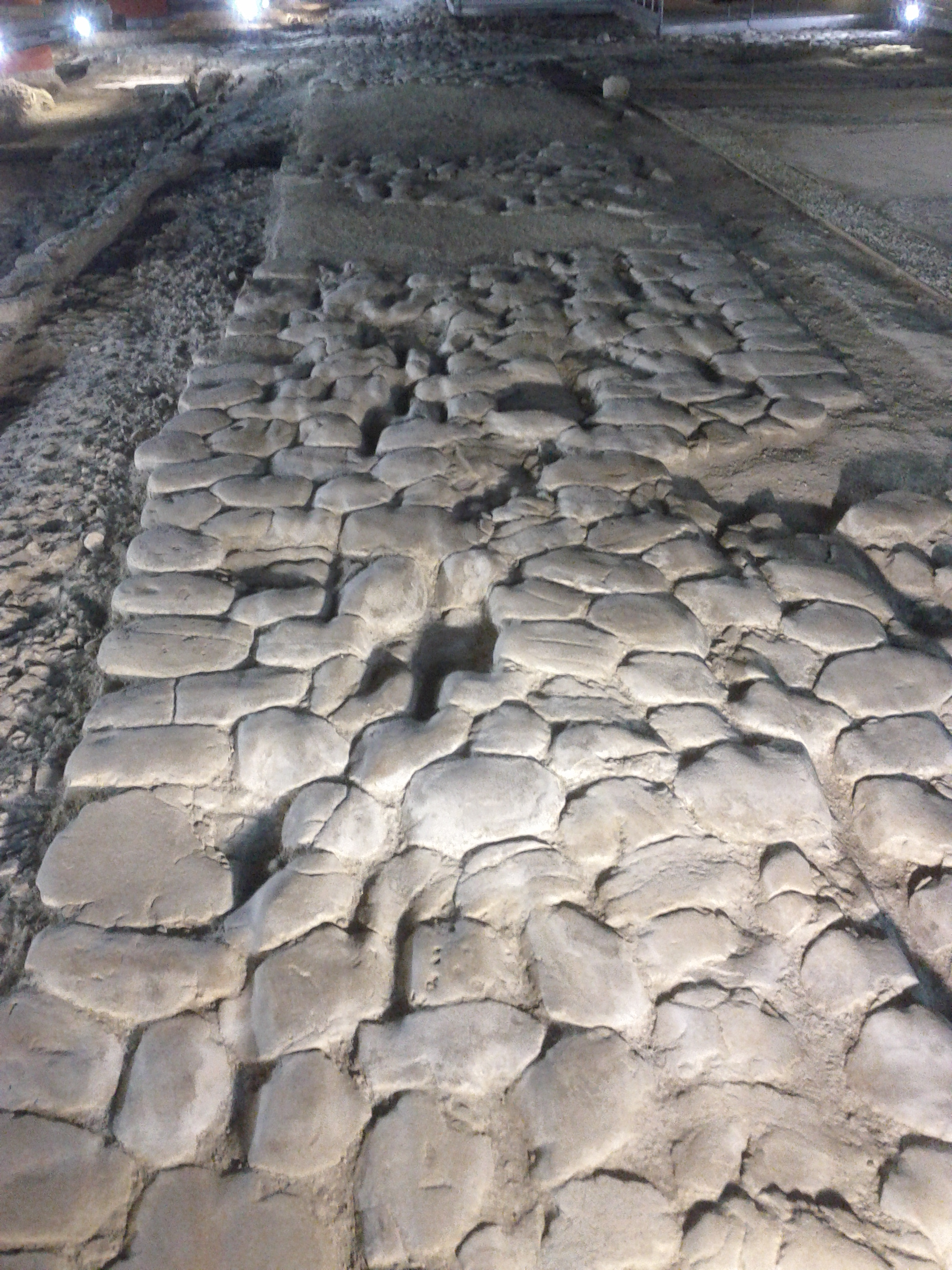
Pavage routier.